# テトラフルオロホウ酸
テトラフルオロホウ酸（テトラフルオロホウさん、tetrafluoroboric acid） はフルオロホウ酸 (fluoboric acid、borofluoric acid) とも呼ばれる無機酸。
硝酸に匹敵する強酸で、弱配位性の非酸化性共役塩基である。
有毒で皮膚を侵す。毒物及び劇物取締法により、塩も含めて劇物に指定されている。法律上の名前は「硼弗化水素酸」。

## 合成法と性質
純物質は知られておらず、水やジエチルエーテルなどの溶液（分子式 HBF4に溶媒分子が配位した形）で市販されている。
水溶液の形では、20 - 25°Cのフッ化水素酸(HF)水溶液にホウ酸(H3BO3)を溶解することによって合成できる。
{\displaystyle {\ce {B(OH)3\ + 4 HF -> H3O^+ \ + BF4^- \ + 2 H2O}}}
部分的に加水分解を受け、BF3OH- とフッ化水素を生じる。水溶液として市販されている。
無水酢酸で処理することによって無水溶液を得られる。

### 分子構造
テトラフルオロホウ酸とトリフェニルホスフィンオキシドの 1:2 錯体についてX線構造が報告されている。それによると、ホウ素の上には歪んだ四面体形に4個のフッ素が結合している。そのうち1個のフッ素上に水素が結合しておりその水素はさらに O=P の酸素とも結合している。B-F(H) の結合長は他の3個の B-F 結合よりも長い。
アニオン(tetrafluoroborate, BF4-) はフッ素の高い電気陰性度のために安定化された共役塩基で、求核性、塩基性、および配位性の低いアニオンとしての性質から、通常は不安定なカチオン種を塩として単離するための対アニオンとして、また有機金属反応試薬として、用いられている。

## テトラフルオロホウ酸塩
ヘキサフルオロリン酸アニオン (PF6-) と並んで特徴的な利用法が知られている。
- テトラフルオロホウ酸ナトリウム　最も一般的な塩として市販されている。
- テトラフルオロホウ酸銀(I) (silver(I) tetrafluoroborate, AgBF4) 　有機ハロゲン化物を活性化させる添加剤として、ウィリアムソン合成などで用いられる。ハロゲン原子に銀イオンが配位して脱離を助け、ハロゲン化銀の沈殿となる。
- テトラフルオロホウ酸銅(II)
- テトラフルオロホウ酸アンモニウム（テトラフルオロホウ酸テトラアルキルアンモニウム (tetraalkylammonium tetrafluoroborate, (R4N+ BF4-, R = C4H9) など）　電気化学測定（サイクリックボルタンメトリーなど）において、有機溶媒に加える支持塩として用いられる。テトラフルオロホウ酸アニオンが、酸化および還元を受けにくいためである。
- テトラフルオロホウ酸ニトロニウム (nitronium tetrafluoroborate, NO2+ BF4-) 　芳香族化合物のニトロ化反応試薬に用いられる。固体として市販されており、五酸化二窒素#テトラフルオロホウ酸ニトロイル を参照。
- テトラフルオロホウ酸ニトロシル (nitrosyl tetrafluoroborate, nitrosonium tetrafluoroborate, NO+ BF4-) 　芳香族化合物のニトロソ化、あるいは酸化反応試薬に用いられる。同様に固体として市販されている。
- テトラフルオロホウ酸トリアルキルオキソニウム（trialkyloxonium tetrafluoroborate, R3O+ BF4-, R = CH3, C2H5 など）　非常に強力なアルキル化剤として知られ、メーヤワイン試薬 (Meerwein reagent) とも呼ばれている。

カリウム塩は難水溶性で、アルカリ金属であるカリウムを特異的に沈殿分離させることができるため、肥料などの定量試薬として用いられる。
芳香族ジアゾニウムイオンにテトラフルオロホウ酸を加えて得られる塩 (ArN2+ BF4-) は、ジアゾニウム塩としては特異的に安定である。これは、シーマン反応（熱分解によるフッ素化）の基質として用いる合成中間体ともなる。